# 東京聖書学院
東京聖書学院（とうきょうせいしょがくいん、Tokyo Bible Seminary）は、東京都東村山市にある、ホーリネス系の神学校。東洋宣教会維持財団。ホーリネス系の教職者を輩出している。

## 特色
聖書の十全霊感を信じ、聖書の信仰に立つ聖書神学を重視している。
神学生のことは「修養生」と呼ぶ。
「信徒コース」という、一般信徒の奉仕者を養成するコースもあり、通信教育にも対応している。

## 沿革
- 1950年 - 戦後、東京都新宿区柏木に日本ホーリネス教団の教職養成のために設立される。[1]
- 1963年 - 東京都東村山市廻田町に移転する。それに伴い日本ホーリネス教団の本部も移転する。

## 出身者

### 柏木時代（1950年-1963年）
- 小林和夫
- 村上宣道
- 松木祐三
- 千代崎秀雄
- 増田誉雄

### 東村山時代 （1963年-）
- 大川従道 -　大和カルバリーチャペル主任牧師
- 久保有政 - 1982年卒業。レムナント代表者。
- 福澤満雄 - 巡回伝道者
- 平野耕一 －ホライズン・チャペル牧師